# Banca Sistema
Banca Sistema è un istituto di credito italiano con sede a Milano. La banca è specializzata in servizi bancari relativi a debitori pubblici e a operazioni di vendita al dettaglio di depositi.
Dal 2014 è quotata alla Borsa di Milano segmento Star.

## Storia
Banca Sistema nasce a Milano nel 2011 come istituto di credito indipendente con licenza bancaria completa. È la ex Banca Sintesi acquisita nel 2011 con oltre il 50% da tre fondazioni bancarie italiane del settore delle casse di risparmio - la Fondazione Cassa di Risparmio di Alessandria, la Fondazione Pisa e la Fondazione Sicilia - e con il 47% di proprietà di un fondo di investimento britannico, il Royal Bank of Scotland Special Opportunities Fund. Una quota è anche dei manager raccolti attorno all'amministratore delegato Gianluca Garbi. La banca ha più di 13.000 clienti e un volume di depositi di oltre 1,3 miliardi di euro. A causa della rapida crescita del business, la banca è redditizia tre anni dopo la sua fondazione e mostra una crescita di oltre 800 milioni di euro nel settore dei depositi nel 2014. 
Sempre nel 2014 è stato fatto un collocamento alla Borsa di Milano da 146 milioni, cosa che ha permesso l'uscita degli scozzesi dal capitale, mentre la società ha debuttato al segmento Star con una capitalizzazione di 302 milioni. La società di manager, capeggiata da Garbi e di nome Sgb, detiene il 23,1% del capitale.

### Servizi
Banca Sistema si è concentrata sull'acquisto di crediti commerciali in essere presso le pubbliche amministrazioni. Supportano le imprese con domande nei rapporti con i debitori pubblici. Oltre a questa specialità, la banca offre anche servizi bancari tradizionali. La banca è inoltre coinvolta in progetti senza scopo di lucro su base volontaria.